# Софія-Центральна
Софія-Центральна (болг. Централна гара София) — головний пасажирський залізничний вокзал болгарської столиці та найбільший вокзал країни. Побудований у 1882—1888 роках. Знаходиться поруч з Центральним автовокзалом.
Центральний вокзал обслуговує декілька мільйонів пасажирів на рік. Щодня через вокзал проходять більш ніж 10 000 пасажирів, котрих перевозять більш ніж 100 поїздів. Центральний вокзал збуває понад 10 % залізничних квитків, з тих, що продаються у країні.

## Історія
Наприкінці XIX століття одним з головних завдань уряду Стефана Стамболова було будівництво та введення в експлуатацію залізничних ліній Цариброд — Софія, Софія — Вакарел та Вакарел — Бєлово. Перша залізнична лінія у Болгарії Едірне — Бєлово була відкрита 5 липня 1873. Вона була побудована та експлуатована акціонерною співдружністю барона фон Хірша. Ділянка Бєлово — Софія — Цариброд була побудована болгарськими робітниками та відкрита для внутрішніх залізничних сполучень 5 липня 1888. 12 серпня того ж року на Центральний вокзал у Софії прибув міжнародний потяг з Лондона та Парижа. Наступного дня він вирушив через Пловдив та Едірне до Стамбула.
Вокзал будувався у 1882—1888 роках по проекту архітекторів Колара, Прошека та Марінова, під керівництвом будівельних фахівців болгарського підприємця Івана Грозєва, який пізніше став кметом (мером) у болгарській столиці. Перша будівля була одноповерховою — 96 м у довжину та 12 м у ширину.
У XIX столітті через Центральний вокзал Софії двічі на тиждень проходили відомі міжнародні потяги «Симплон — Оріент-експрес» та «Директ — Оріент-експрес».
Першим керівником центрального софійського вокзалу був Йосип Карапіров, який до цього працював у залізничній компанії Хірша. Через 6 років Карапіров передав керування вокзалом Георгу Унтенбергу, який керував наступні 11 років.

## Комунікації
До Центрального вокзалу у Софії можна дістатися наступними маршрутами:
- Автобусні лінії — 35, 60, 74, 77, 78, 82, 85, 101, 150, 213, 214, 305, 404 та 413;
- Софійський трамвай — 1, 3, 4, 6, 12 та 18;
- Софійський метрополітен — поруч з вокзалом розташовується станція «Центральний залізничний вокзал» другої лінії столичного метро.

## Галерея

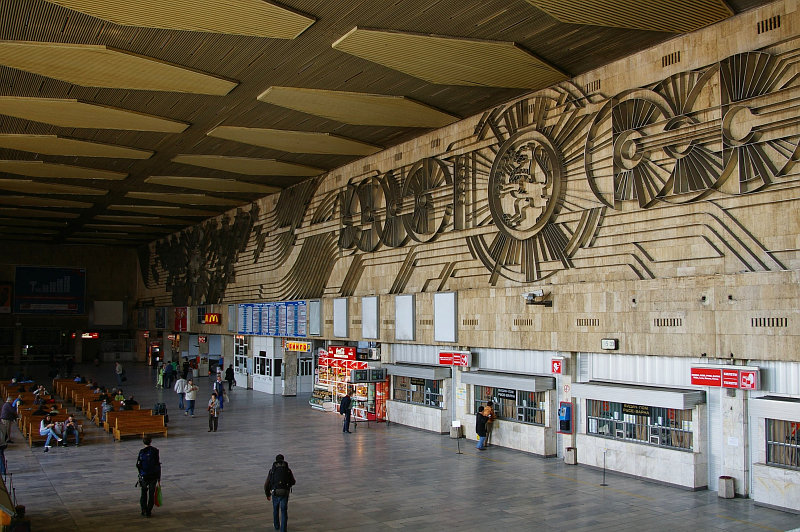
Зала для очікування
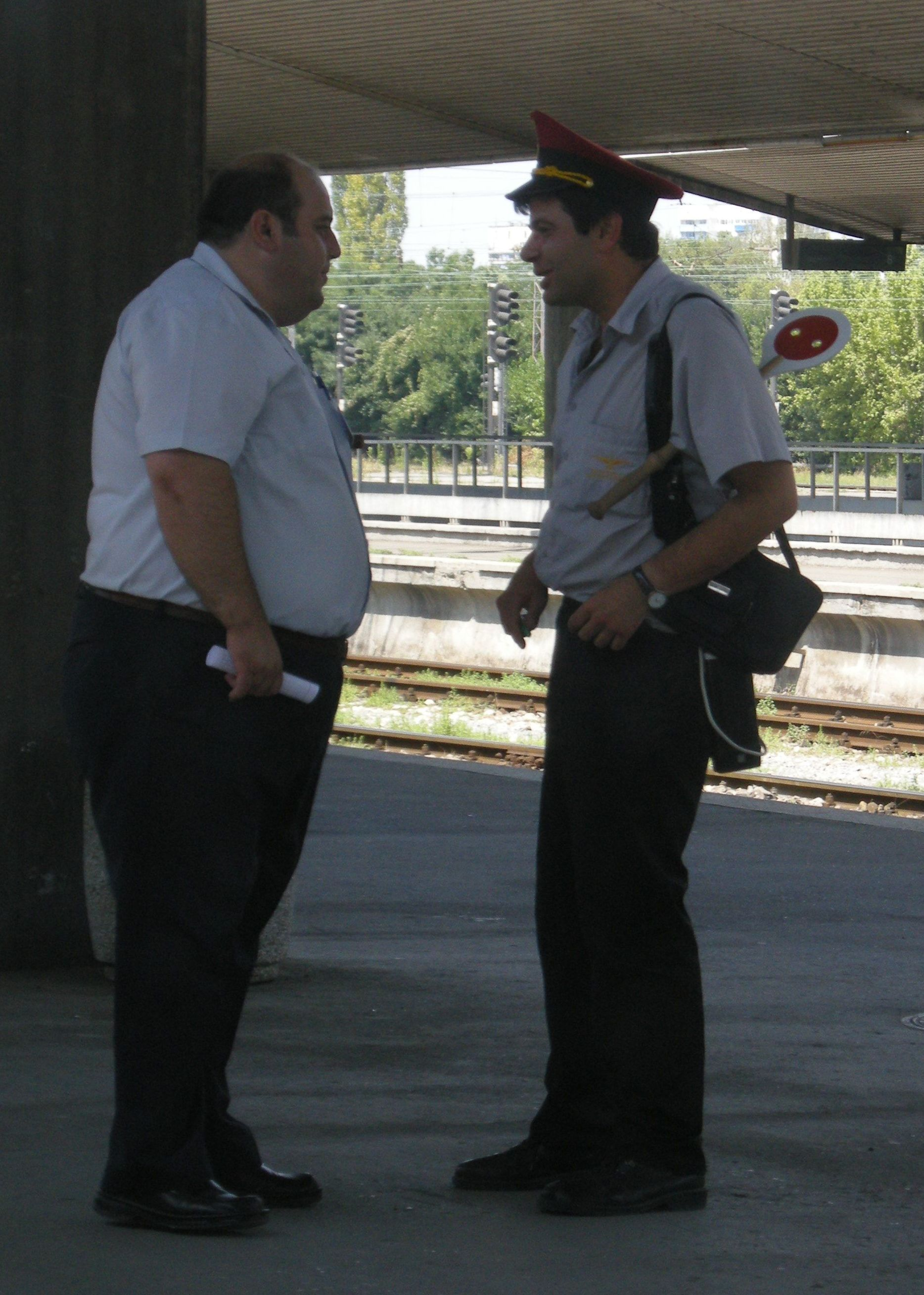
Начальник потягу (ліворуч) та залізничний диспетчер (праворуч)
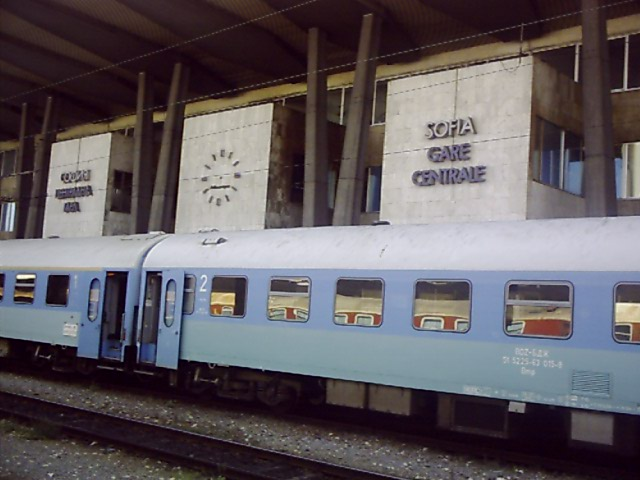
Вид вокзалу з потягу